# داينا آش
داينا آش هي ناشطة ثقافية واجتماعية ونسوية، وكاتبة مسرحية، وشاعرة لبنانية، ولدت في لبنان لكنها نشأت في الولايات المتحدة. عاشت في ولاية كاليفورنيا لمدة 16 عامًا قبل أن تنتقل إلى بيروت. أسَّسَت منظمة «هافن فور أرتيستس» والتي يقع مقرها بيروت، وهي منظمة تضم فنانيين ونشطاء من كافة الأطياف، وهي المنظمة الوحيدة في لبنان التي تؤمن مساحة ثقافية وإبداعية للنساء، وتُدير وتشجع الفنانين والنشطاء على تبادل الأدوات والخبرات والتجارب. أُختِيرت داينا واحدةً من 100 امرأة في بي بي سي لعام 2019، وحصلت على جائزة المرأة المتميزة لعام 2020 من لجنة المنظمات غير الحكومية المعنية بوضع المرأة، وهي منظمة غير حكومية في نيويورك.